# Telefónica
Telefónica, S.A. (BME: TEF

, NYSE: TEF, LSE: TDE
) er en spansk multinational telekommunikationsvirksomhed med operationer i Europa, Amerika og Asien. Det er verdens femtestørste mobiltelefoniselskab og er repræsenteret indenfor fastnet, internet og digital-tv. Oprindeligt startede virksomheden som et statsejet telekommunikationsselskab. Hovedsædet ligger i Distrito Telefónica i Madrid.
Virksomheden havde i 2012 en omsætning på 62,356 mia. Euro og i alt 272.598 medarbejdere.
Blandt koncernens kendeste brands er mobilselskaberne O2 og Movistar.

## Historie
Virksomheden er etableret i 1924, som Compañía Telefónica Nacional de España (CTNE) og indtil liberaliseringen af det spanske telemarked i 1997 var Telefónica den eneste operatør af telekommunikation i Spanien. Koncernen har stadig en dominerende position på det spanske marked (over 75 % markedsandel i 2004). Since 1997, the Spanish government has privatised its interest in the company.

## Operationer

### Europa
Telefónica Europe er moderselskab for de fleste af telefonicas europæiske selskaber.
I Europa drives forretninger i bl.a. Tjekkiet, Tyskland, Irland, Italien, Slovakiet, Spanien og Storbritannien.
I Tyskland, Storbritannien og Irland drives operatøren O2.

#### Spanien
Telefónica er spaniens næststørste virksomhed efter Grupo Santander. I Spanien drives selskaberne Telefónica de España som er Spaniens største udbyder af fastnettelefoni og ADSL-forbindelser, Telefónica Móviles som er Spaniens største mobilselskab og som gør forretninger under mærket Movistar og Terra Networks som er et internetselskab.

### Amerika
I Amerika driver Telefónica Movistar-mobiltelefonimærket over hele Latinamerika.

### Asien

#### Kina
I Kina ejer Telefonica 9,7 % af China Unicom og China Unicom ejer 1,4 % af Telefonica.

## Ejerforhold
Telefónica er et 100 % børsnoteret selskab med mere end 1,5 millioner aktionærer. Betydelige aktionærer er:
- Banco Bilbao Vizcaya Argentaria, S.A. (BBVA): 14,961 % (bankkoncern)
- Caixa d'Estalvis i Pensions de Barcelona ("La Caixa"): 5,442 % (finanskoncern)
- Criteria Caixacorp 5,019 % (investeringsvirksomhed)